# Jengedże-je Ghazi
Jengedże-je Ghazi (perski: ينگجه قاضي) – wieś w Iranie, w ostanie Azerbejdżan Zachodni. W 2006 roku liczyła 112 mieszkańców w 41 rodzinach.